# 大卫·干路尼
大衛·詹姆士·干洛尼（英語：David James Connolly，1977年6月6日—），乃一名出生於英格蘭的愛爾蘭前足球運動員，司職前鋒，出身屈福特青訓系統，於2015年宣佈退役，最後效力英乙的AFC温布頓。干洛尼亦曾代表愛爾蘭在超過40場國際賽上陣及射入9球。

## 生平

### 球會
早期
干洛尼在屈福特開展球員生涯。他為屈福特上陣34場射入15球的出色表現吸引荷甲球隊飛燕諾的青睞，他曾是荷甲薪酬最高的球員，但他在飛燕諾表現並不理想，及後被外借至狼隊和精英。到了2001年，他免費轉會至溫布頓，在兩個球季射入了42球。他在2003年以28.5萬英鎊加盟韋斯咸，並在一個球季入了14球。
李斯特城
干洛尼在2004年以50萬鎊加盟莱斯特城，並在當季成為球季首席射手，並在2005年8月對史篤城的比賽連中三元。
韋根
干洛尼在2005年8月31日以200萬鎊加盟新升上英超的韋根，在韋根成功留級可加至300萬鎊。他在第一次代表韋根上陣就有入球，協助球隊2-1擊敗西布朗。但是，他及後受傷缺席大部份賽事。
新特蘭
干洛尼在2006年8月31日加盟由前愛爾蘭國家隊隊友罗伊·基恩當領隊的新特蘭。他在11月18日對高車士打的比賽中首次取得入球。他在2006/07球季成為新特蘭神射手，射入13球。但是，他在2007/08年球季僅得一次後備上陣。在2009年季尾約滿。
修咸頓
在試訓不獲留用後，干洛尼於2009年10月8日以自由身加盟修咸頓，簽約直到球季結束，期間上陣20場射入7球。2010年7月6日與修咸頓續約一年，雖然受到傷患困擾，於上陣17場僅射入4球，但協助球會取得升班英冠資格，於2011年5月25日再獲修咸頓延長合約一年。
2012年5月19日，修咸頓宣佈干洛尼可自由轉會。
樸茨茅夫
2012年12月31日，英甲球會樸茨茅夫以短期合約形式簽入干洛尼，為期一個月。
2013年5月23日，干洛尼與要降去英乙的樸茨茅夫簽署一份兩年合約，另球會協助干洛尼發展教練經驗。

### 國家隊
干洛尼長期為愛爾蘭效力，他在1996年5月29日對葡萄牙首次上陣。他曾代表 愛爾蘭出戰2002世界盃。他為愛爾蘭上陣41次，射入9球。
| # | 日期          | 地點             | 對手       | 比數 | 結果 | 比賽         |
| - | ------------- | ---------------- | ---------- | ---- | ---- | ------------ |
| 1 | 1996年6月9日  | 波士頓, 美國     | 美国       | 1-2  | 負   | 1996 美國盃  |
| 2 | 1996年6月12日 | 波士頓, 美國     | 墨西哥     | 2-2  | 和   | 1996 美國盃  |
| 3 | 1997年5月21日 | 都柏林           | 列支敦斯登 | 5-0  | 勝   | 世界盃外圍賽 |
| 4 | 1997年5月21日 | 都柏林           | 列支敦斯登 | 5-0  | 勝   | 世界盃外圍賽 |
| 5 | 1997年5月21日 | 都柏林           | 列支敦斯登 | 5-0  | 勝   | 世界盃外圍賽 |
| 6 | 1997年9月6日  | 雷克雅未克, 冰島 | 冰島       | 4-2  | 勝   | 世界盃外圍賽 |
| 7 | 1999年2月10日 | 都柏林           | 巴拉圭     | 2-0  | 勝   | 友誼賽       |
| 8 | 2001年10月6日 | 都柏林           | 賽普勒斯   | 4-0  | 勝   | 世界盃外圍賽 |
| 9 | 2003年9月9日  | 都柏林           | 土耳其     | 2-2  | 和   | 友誼賽       |

## 榮譽
新特蘭
- 英格蘭足球冠軍聯賽冠軍：2006-2007年度；

修咸頓
- 英格蘭聯賽錦標冠軍：2010年；

## 外部連結
- 足球数据库：大卫·干路尼的球员统计数据
- 干洛尼新特蘭官方球員介紹 （页面存档备份，存于）